# تاج‌بردی تقی‌اف

تاج بردی تقی‌اف (به ترکمنی: Täçberdi Tagyýew) سیاستمدار ترکمنستانی در سال ۱۹۳۵ در عشق آباد به دنیا آمد. او مدتی معاون اول کابینه وزرا بود.

## زندگی
تاج بردی تقی اف در سال ۱۹۵۵ در جمهوری سوسیالیستی ترکمنستان شوروی به دنیا آمد. در سال ۱۹۷۷ از موسسه پلی تکنیک ترکمنستان در رشته مهندسی حفاری و استخراج نفت و گاز فارغ‌التحصیل گردید. او از نوامبر ۲۰۰۲ تا اکتبر ۲۰۰۳ به عنوان وزیر نفت در کابینه دولت وقت مشغول و در سال ۲۰۰۳ به فرمانداری منطقه بالکان منصوب گشت.
او در سال ۲۰۰۶ به سمت مدیرعامل مجتمع پالایشگاهی ترکمنباشی منصوب و در فوریه ۲۰۰۷ به سمت مدیر عاملی شرکت دولتی ترکمن گاز منصوب شد. در ۱۳ ژوئیه شال ۲۰۰۹ در پی عملکرد ضعیف مدیریتی و کندی پیشرفت در صنعت نفت و گاز از پست خود کنار گذاشته شد.

## پانوشت
1. ↑  http://www.upstreamonline.com/live/article183288.ece